# 沈念如
沈念如(シェン・ニャンルー、しん ねんじょ、ウェード式:Shén Niànrú、1991年12月10日 - ）は、中国の女性声優である。北斗企鹅工作室所属。

## 出演作品
太字はメインキャラクター。

### 国内アニメ
- 名探偵コナン（毛利蘭〈幼少時代〉）
- 鬼滅の刃（竈門禰豆子）

### 海外アニメ
- 霊剣山（華芸）

### 劇場アニメ
- ドラえもん 新・のび太の日本誕生（リム）